# Dariusz Kwiatkowski
Dariusz Kwiatkowski (Piotrków Trybunalski, 16 febbraio 1952 – 27 febbraio 2016) è stato un cestista polacco.

## Carriera
Ha disputato i Campionati europei del 1975 con la Polonia.

## Palmarès
- Campionato polacco: 2

Wisła Cracovia: 1973-74, 1975-76